# Darevskia pontica
Espèce
Synonymes
- Lacerta praticola pontica Lantz & Cyrén, 1919
- Darevskia praticola pontica (Lantz & Cyrén, 1919)

Darevskia pontica est une espèce de sauriens de la famille des Lacertidae.

## Répartition
Cette espèce se rencontre en Géorgie, en Turquie, en Grèce, en Bulgarie, en Roumanie et en Serbie.

## Publication originale
- Lantz & Cyrén, 1919 : On Lacerta praticola, Eversm. Annals and Magazine of Natural History, sér. 9, vol. 3, p. 28-31 (texte intégral).